# Fase G2
La fase G2 (también, fase Gap 2) es la segunda subfase de la interfase en el ciclo celular que precede directamente a la mitosis. Sigue a la finalización exitosa de la fase S, durante la cual se replica el ADN de la célula. La fase G termina con el inicio de la profase, la primera fase de la mitosis en la que la cromatina de la célula se condensa en cromosomas.

## Visión general
La fase G2 es un período de rápido crecimiento celular y síntesis de proteínas durante el cual la célula se prepara para la mitosis. Curiosamente, la fase G2 no es una parte necesaria del ciclo celular, ya que algunos tipos de células (especialmente los embriones jóvenes de Xenopus y algunos cánceres) proceden directamente de la replicación del ADN a la mitosis. Aunque se sabe mucho sobre la red genética que regula la fase G2 y la posterior entrada en la mitosis, aún queda mucho por descubrir en cuanto a su importancia y regulación, particularmente en lo que respecta al cáncer. Una hipótesis es que el crecimiento en la fase G2 está regulado como un método de control del tamaño celular. Se ha demostrado previamente que la levadura de fisión (Schizosaccharomyces pombe) emplea un mecanismo de este tipo, a través de la regulación espacial mediada por Cdr2 de la actividad Wee1. Aunque Wee1 es un regulador negativo bastante conservado de la entrada mitótica, aún no se ha dilucidado ningún mecanismo general de control del tamaño celular en G2.
Bioquímicamente, el final de la fase G2 se produce cuando se alcanza un nivel umbral del complejo ciclina B1/CDK1 activo, también conocido como factor promotor de la maduración (MPF).  La actividad de este complejo está estrechamente regulada durante G2. En particular, el punto de control G2 detiene las células en G2 en respuesta al daño del ADN a través de la regulación inhibitoria de CDK1.

## Punto de control G2/M
En células de vertebrados, el punto de control de daño del ADN G2/M consiste en una detención de la célula en G2 justo antes de la entrada mitótica en respuesta al estrés genotóxico (como radiación UV, estrés oxidativo, agentes de intercalación de ADN, etc.) tanto en p53-dependiente y p53-independiente. Las señales de daño en el ADN causan la activación del factor de transcripción p53. CDK1 está directamente inhibido por tres objetivos de transcripción de p53: p21, Gadd45 y 14-3-3σ. La ciclina B1/CDK1 inactiva es secuestrada en el núcleo por p21, mientras que los complejos de la ciclina B1 / CDK1 activos son secuestrados en el citoplasma por 14-3-3σ. Gadd45 interrumpe la unión de Cyclin B1 y CDK1 a través de la interacción directa con CDK1. P53 también reprime transcripcionalmente CDK1.
La detención de G2 independiente de P53 se ve afectada principalmente por las acciones de la quinasa Chk1. El daño en el ADN es detectado por ATM y ATR (Rad3 y Mec1 en la levadura), que luego envían señales a Chk1 y Chk2. Chk1 luego media la degradación de cdc25A, un activador de CDK1. ATR / ATM también activa p53, lo que indica que estas vías pueden actuar de forma sinérgica en la regulación de la detención de G2.
Tanto la detención del ciclo celular dependiente de p53 como la independiente de p53 no son específicas de G2; Estas mismas proteínas funcionan en sentido ascendente en los puntos de control de daños en el ADN en las fases G1 y S también. En la levadura, que no tiene homólogo de p53, el paro de G2 funciona a través de la vía independiente de p53.

## Fin de G2/entrada en mitosis.
La entrada mitótica está determinada por un nivel de umbral del complejo activo ciclina B1/CDK1. En los vertebrados, hay cinco isoformas de ciclina B (B1, B2, B3, B4 y B5), pero aún no está claro el papel específico de cada una de estas isoformas en la regulación de la entrada mitótica. Se sabe que la ciclina B1 puede compensar la pérdida de ambas ciclinas B2 (y viceversa en las Drosophila). La actividad de la ciclina B1 / CDK1 se regula tanto espacial como temporalmente durante la fase G2 para asegurar la entrada adecuada a la mitosis.
La transcripción de ciclina B1 comienza al final de la fase S después de la replicación del ADN. Su promotor contiene secuencias de unión de consenso para varios factores de transcripción, incluidos p53, p21, Ets, Ap-1, NF-Y, c-Myc, TFE3 y USF. La ciclina B1 se acumula en el citoplasma a lo largo de G2, donde se une y activa la actividad de la quinasa de CDK1. La actividad de CDK1 se modula principalmente a través de la regulación de sus sitios de fosforilación inhibitoria en Thr14 y Tyr15. Wee1 y Myt1 fosforilan estos dos residuos, con Wee1 actuando en el sitio Tyr15 y Myt1 actuando predominantemente en el sitio Thr14. Sin embargo, Myt1 tiene un efecto inhibitorio separado en CDK1; también puede secuestrar CDK1 en el citoplasma a través de la interacción con el dominio C-terminal de Myt1. CDK1 se desfosforila principalmente a través de las acciones de Cdc25, que puede desfosforilar tanto los residuos Thr14 como Tyr15 de CDK1. Hay tres isoformas de Cdc25 (A, B y C) en células de mamíferos, todas las cuales han demostrado tener roles en la regulación de la fase G2.
CDK1, a su vez, fosforila y modula la actividad de las isoformas A y C de Wee1 y Cdc25. Específicamente, la fosforilación de CDK1 inhibe la actividad de la quinasa Wee1, activa la actividad de la fosfatasa Cdc25C y estabiliza el Cdc25A. Por lo tanto, CDK1 forma un bucle de retroalimentación positiva con Cdc25 y un doble bucle de retroalimentación negativa con Wee1 (esencialmente un bucle de retroalimentación positiva neta). Estos bucles codifican un interruptor biestable histérico en la actividad de CDK1 en relación con los niveles de ciclina B1. Se piensa que este comportamiento histerético asegura que las células se comprometan con la mitosis incluso si los niveles de ciclina B1 disminuyen.
En mamíferos, la translocación de ciclina B1/CDK1 al núcleo se activa por fosforilación de cinco sitios de serina en el sitio de retención citoplásmica de ciclina B1 (SRI): S116, S26, S128, S133 y S147. En Xenopus laevis, la ciclina B1 contiene cuatro sitios análogos de la fosforilación de serina (S94, S96, S101 y S113) que indican que este mecanismo está altamente conservado. La exportación nuclear también se desactiva mediante la fosforilación de la señal de exportación nuclear (NES) de la ciclina B1. Los reguladores de estos sitios de fosforilación aún son en gran parte desconocidos, pero se han identificado varios factores, incluidas las quinasas extracelulares reguladas por señales (ERK), PLK1 y CDK1 en sí. Al alcanzar algún nivel umbral de fosforilación, la translocación de la ciclina B1/CDK1 al núcleo es extremadamente rápida. Una vez en el núcleo, la ciclina B1/CDK1 fosforila muchas dianas en preparación para la mitosis, incluidas la histona H1, las láminas nucleares, las proteínas centrosomal y las proteínas asociadas a los microtúbulos (MAP).
Recientemente, ha surgido evidencia que sugiere un papel más importante para los complejos de ciclina A2/CDK en la regulación de la entrada en la mitosis. La actividad de ciclina A2/CDK2 comienza en la fase S temprana y aumenta durante G2. Se ha demostrado que Cdc25B desfosforila Tyr15 en CDK2 en G2 temprano a medio de manera similar al mecanismo de CDK1 mencionado anteriormente. La regulación a la baja de la ciclina A2 en las células U2OS aumenta la actividad de Wee1 y disminuye la actividad de Plk1 y Cdc25C. Sin embargo, los complejos de ciclina A2/CDK no funcionan estrictamente como activadores de ciclina B1/CDK1 en G2, ya que se ha demostrado que CDK2 se requiere para la activación de la actividad del punto de control G2 independiente de p53, tal vez a través de una fosforilación estabilizadora en Cdc6. Las células CDK2 - / - también tienen niveles aberrantemente altos de Cdc25A. También se ha demostrado que la ciclina A2/CDK1 media en la destrucción proteosomal de Cdc25B. Estas vías a menudo están desreguladas en el cáncer.